# Sibilla Weiller
Sibilla Weiller, née à Neuilly-sur-Seine le 12 juin 1968, est l'épouse du prince Guillaume de Luxembourg.

## Famille
Son père, Paul-Annik Weiller (1933-1998), est le fils de Paul-Louis Weiller et d'Aliki Diplarakou.
Sa mère, donna Olimpia Torlonia di Civitella-Cesi (née en 1943), dame d'honneur et de dévotion de l'ordre souverain de Malte, est la fille du prince Alessandro Torlonia di Civitella-Cesi et de l’infante Beatriz de Borbón y Battenberg. Sibilla Weiller est donc l'arrière-petite-fille du roi Alphonse XIII d'Espagne.
Sibilla Weiller est la deuxième d'une fratrie de six enfants, composée de l'aînée Béatrice (épouse de l'ambassadeur brésilien André Aranha Corrêa do Lago), de Paul-Alexandre (1971-1975), de Laura (1974-1980), de Cosima Weiller (née en 1984) et de Domitilla Weiller (née en 1985).
Le 8 septembre 1994, elle épouse civilement, à Sélestat (Bas-Rhin), et le 24 septembre 1994, religieusement, en la cathédrale Saint-Louis de Versailles, le prince Guillaume de Luxembourg, fils du grand-duc Jean de Luxembourg et de la princesse Joséphine-Charlotte de Belgique. Elle reçoit alors le titre de princesse de Luxembourg, ainsi que le prédicat honorifique d'altesse royale.
Le couple a quatre enfants, qui bénéficient du prédicat d'altesse royale :
- le prince Paul-Louis Jean Marie Guillaume de Nassau (né le 4 mars 1998 à Luxembourg) ;
- le prince Léopold Guillaume Marie Joseph de Nassau (né le 2 mai 2000 à Luxembourg) ;
- la princesse Charlotte Wilhelmine Maria da Gloria de Nassau (née le 2 mai 2000 à Luxembourg) ;
- le prince Jean André Guillaume Marie Gabriel Marc d'Aviano de Nassau (né le 13 juillet 2004 à Luxembourg).

## Biographie
Sibilla Weiller a fait ses études secondaires à Genève, avant de suivre les cours de l'École du Louvre et d'y obtenir, en 1991, son diplôme d'histoire de l'art, qu'elle a complété par des études sur l'art contemporain à Londres. Elle a ensuite, avant son mariage, travaillé dans plusieurs galeries d'art.
Après son mariage, elle s'est investie dans de nombreuses institutions ou associations culturelles ou sociales dans le grand-duché ou ailleurs.
Elle est fréquemment amenée, seule ou avec son époux, à représenter la famille grand-ducale de Luxembourg aux cérémonies concernant le Grand-Duché ou d'autres dynasties souveraines européennes.
Elle a fait partie, à la fin des années 1990, du comité d’achat du Fonds culturel national (Focuna), chargé de constituer les collections du Musée d'art moderne grand-duc Jean.
Depuis juin 2013, elle est présidente du Comité consultatif de la Collection Peggy Guggenheim.
Elle est grand-croix de l'ordre d'Adolphe de Nassau.